# Вельки Медер-Голяре
Вельки Медер-Голяре (словац. Veľký Meder-Holiare) — меліоративний канал; впадає у канал Голяре-Косіги, протікає в округах Комарно і Дунайська Стреда.
Довжина приблизно 11.5-11.6 км. Витік знаходиться в Дунайській рівнині на висоті 110 метрів.
Протікає територією міста Вельки Медер і сіл Окоч та Голяре. Відгалужуються канали Голяре-Ліпове і Юрова-Вельки Медер. Продовженням є канал Голяре-Косіги — на висоті 108 метрів.